# Wyżnik
Wyżnik – potok górski w Sudetach Środkowych na granicy Wzgórz Lewińskich i Gór Orlickich w woj. dolnośląskim.
Jest to górski potok, należący do zlewiska Morza Północnego, prawy dopływ Klikawy. Źródła położone są na wysokości około 690 m n.p.m. w rejonie przełęczy Polskie Wrota, na wschodnim zboczu góry Gomoła na Wzgórzach Lewińskich w okolicy przysiółka Zielone. Potok w górnym biegu spływa wąską mało zaludnioną Homolską Doliną, której zbocza miejscami tworzą wąskie i głębokie wąwozy. Do Lewina Kłodzkiego potok płynie wzdłuż drogi krajowej nr 8 w kierunku ujścia do Klikawy w Lewinie Kłodzkim, na wysokości około 450 m n.p.m. Długość potoku to około 5,5 km. W korycie potoku występują małe progi skalne. Dolina Wyżnika należy do ciekawszych dolin Wzgórz Lewińskich.
Zasadniczy kierunek biegu Wyżnika jest zachodni. Jest to potok górski zbierający wody z południowych zboczy Wzgórz Lewińskich i północnych zboczy zachodniej części polskich Gór Orlickich (rejon Witowa). Potok w większości swojego biegu jest nieuregulowany, o wartkim prądzie wody. W okresach wzmożonych opadów i wiosennych roztopów stwarza poważne zagrożenie powodziowe. Kilkakrotnie występował z brzegów, podmywając przyległe pobocza drogi.
Ważniejsze dopływy
- Trzmiele

Miejscowości, przez które przepływa
- Lewin Kłodzki